# Палехская миниатюра

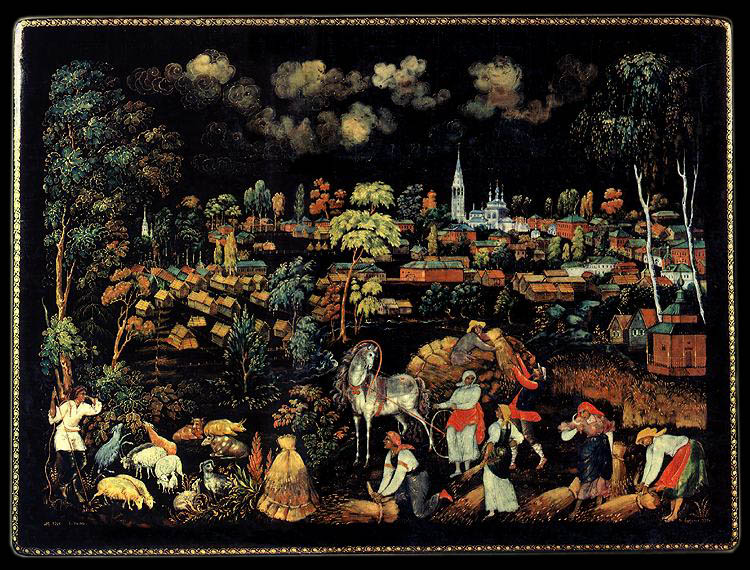
Посёлок Палех. Шкатулка, 1934 год. И. М. Баканов

Па́лехская миниатю́ра — русский народный художественный промысел, развившийся в посёлке Палех Вязниковского уезда Владимирской губернии (ныне Палехский район Ивановской области). Лаковая миниатюра исполняется темперой на папье-маше. Обычно расписываются шкатулки, ларцы, кубышки, брошки, картины, пепельницы, заколки для галстука, игольницы и прочее.

## История

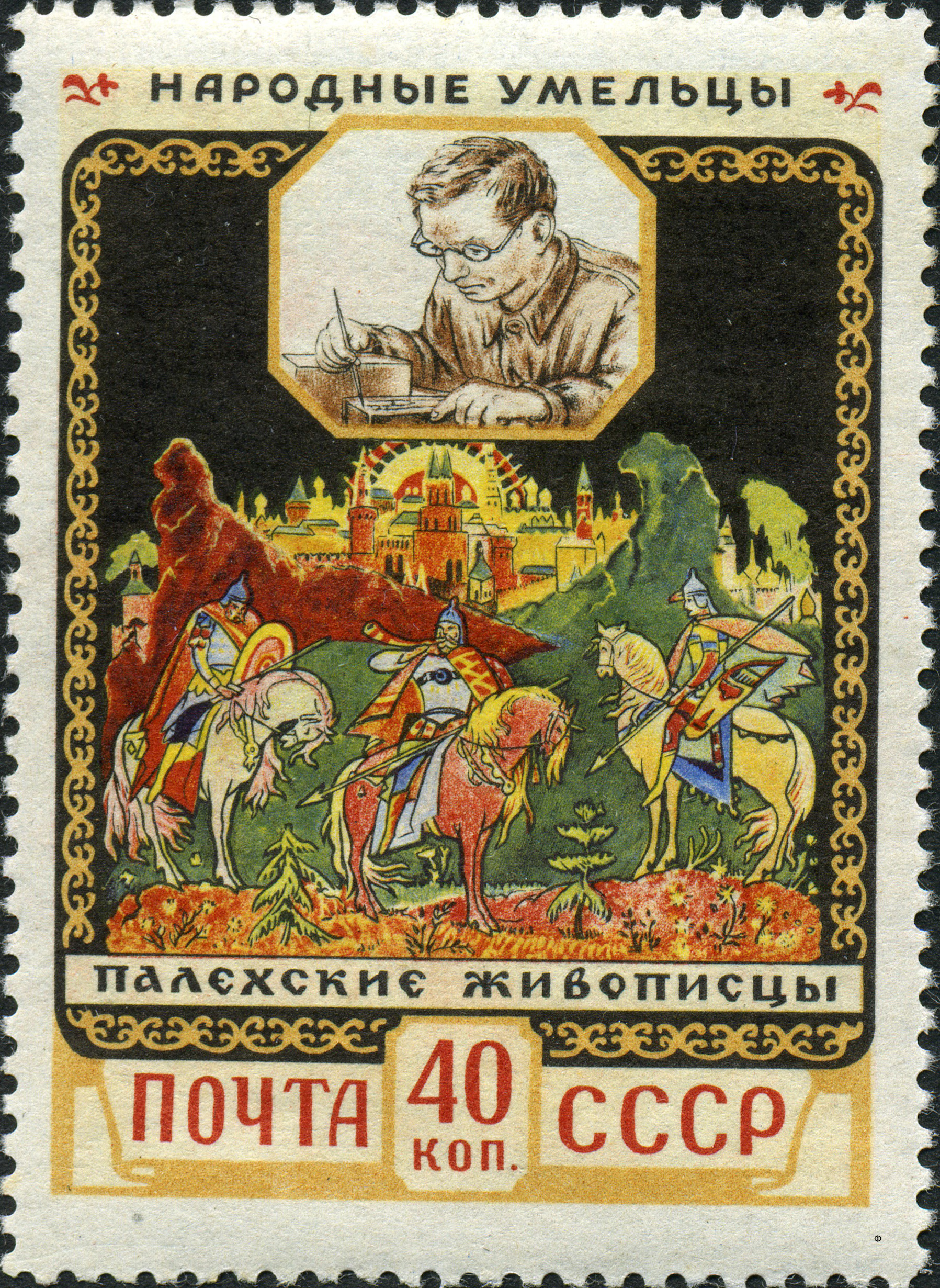
Палехские живописцы. Почтовая марка СССР, 1958

Палех ещё с допетровских времён славился своими иконописцами (наряду с Мстёрой и Холуем). Наибольшего расцвета палехское иконописание достигло в XVIII — начале XIX века. Местный стиль сложился под влиянием московской, новгородской, строгановской и ярославской школ. Кроме иконописи, палешане занимались монументальной живописью, участвуя в росписи и реставрации церквей и соборов, в том числе Грановитой палаты Московского Кремля, храмов Троице-Сергиевой лавры, Новодевичьего монастыря.
В 1705 году десять палехских крестьян через своего помещика обратились в Посольский приказ с просьбой выдать им проезжую грамоту для проезда в Валахию и Сербию с целью продажи икон. Получив грамоту, они провезли с собой несколько тысяч икон. Через 3 года офени снова оказались в Османской империи, где были задержаны, потому что ехали по просроченной грамоте. Скандал был замят, но русские власти взяли с помещика Бутурлина расписку, что его крестьяне не будут ездить для продажи икон в турецкие владения. 
После революции 1917 года художники Палеха были вынуждены искать новые формы реализации своего творческого потенциала. В 1918 году художники создали Палехскую художественную декоративную артель, которая занималась росписью по дереву. Родоначальниками палехского стиля являются Иван Голиков и Александр Глазунов, в московской мастерской которого Иван Голиков написал первую работу в так называемом палехском стиле. Палешане познакомились с новым материалом папье-маше, являвшимся на протяжении века основой для лаковой миниатюры Федоскина. Мастера освоили новый материал, перенеся на него традиционную для древнерусской иконы технологию темперной живописи и условную стилистику изображения. Впервые палехские миниатюры на папье-маше, выполненные по заказу Кустарного музея, были представлены на Всероссийской сельскохозяйственной и кустарно-промышленной выставке в 1923 году, где были удостоены диплома 2-й степени.
5 декабря 1924 года семеро палехских художников Иван Голиков, Иван Маркичев, Иван Баканов, Иван Зубков, Александр Зубков, Александр Котухин, В. В. Котухин объединились в «Артель древней живописи». Позднее к ним присоединились художники Иван Вакуров, Дмитрий Буторин, Николай Зиновьев. В 1925 году палехские миниатюры экспонировались на Всемирной выставке в Париже.
Союз художников Палеха возник в 1932 году. В 1935 году артель преобразована в Товарищество художников Палеха, в 1954 году образовались Палехские художественно-производственные мастерские Художественного фонда СССР.

Палехская миниатюра на советских марках 1975 года
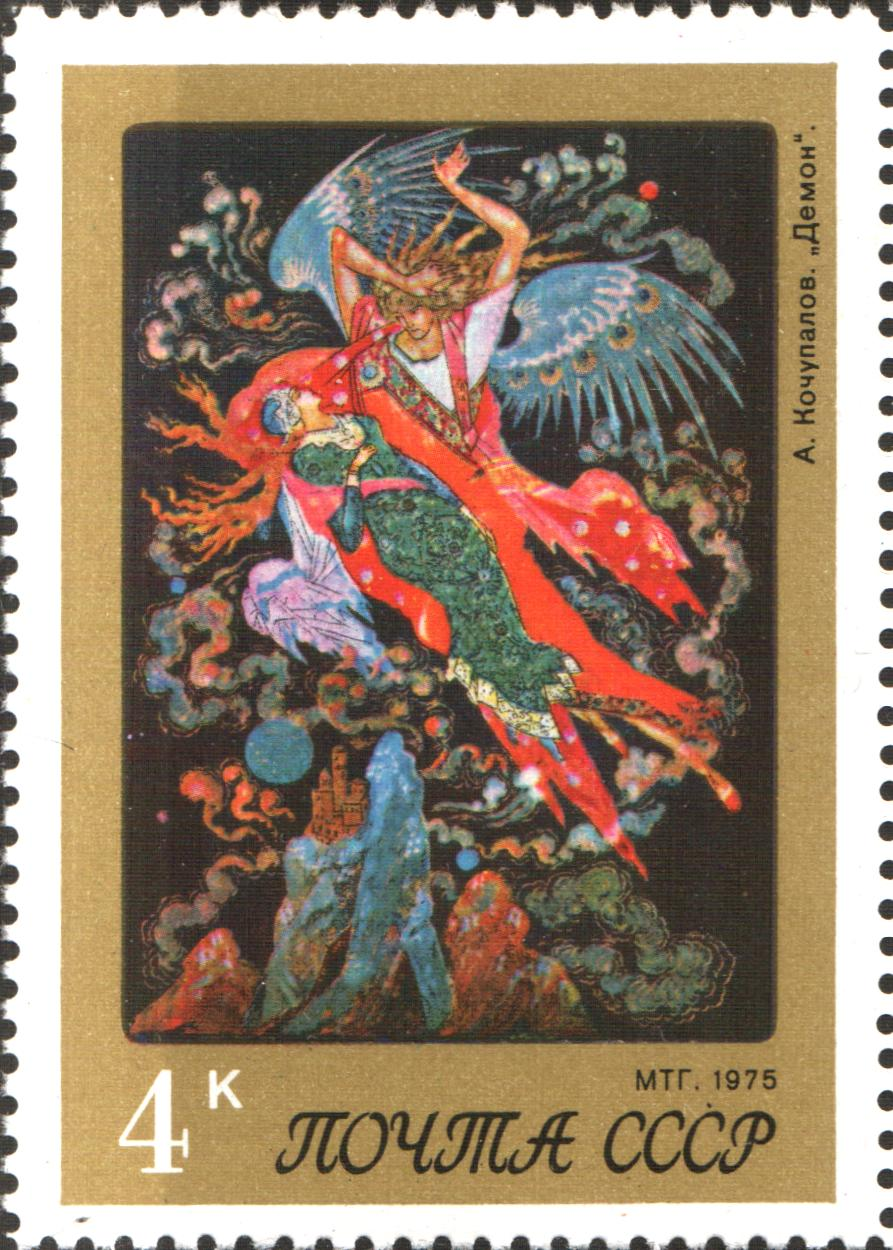
«Демон» А. Д. Кочупалов
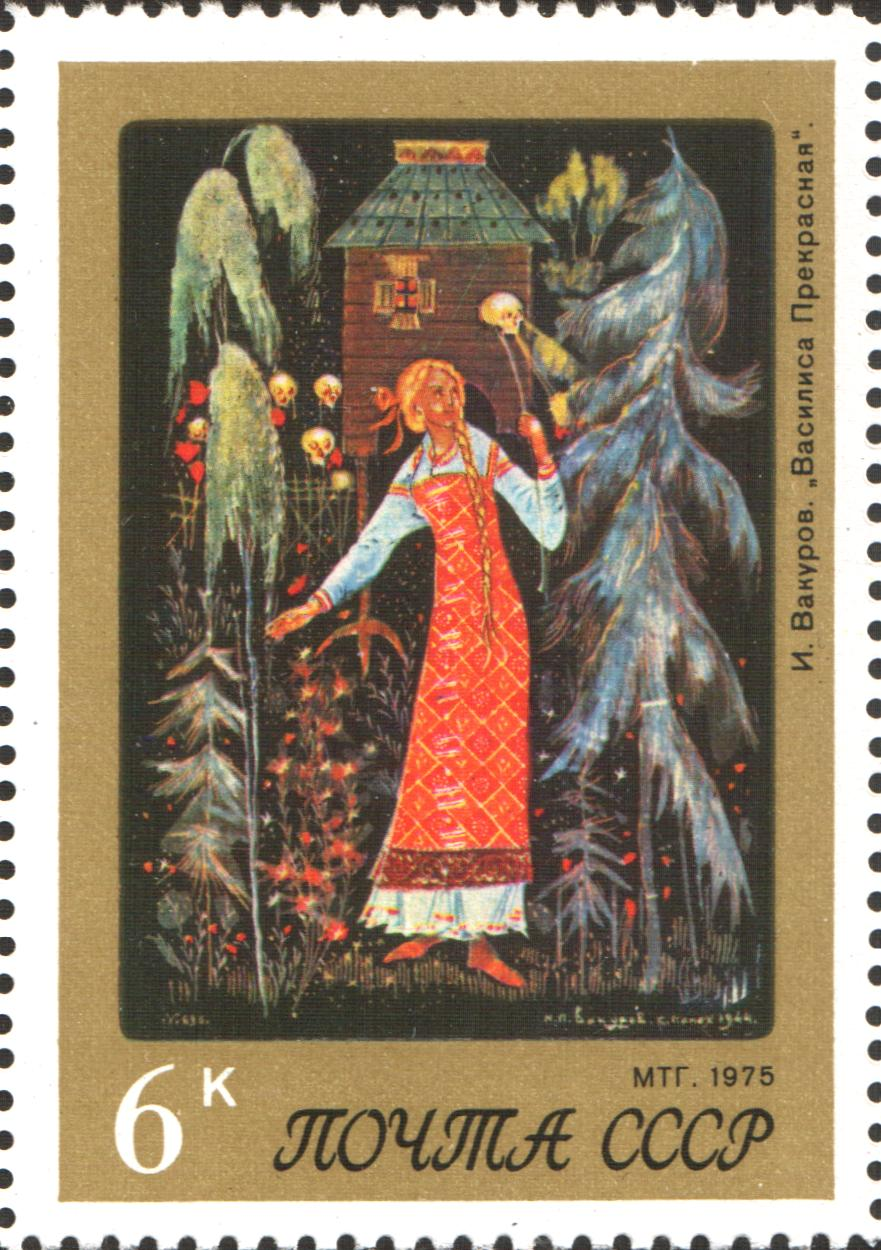
«Василиса Прекрасная» И. П. Вакуров
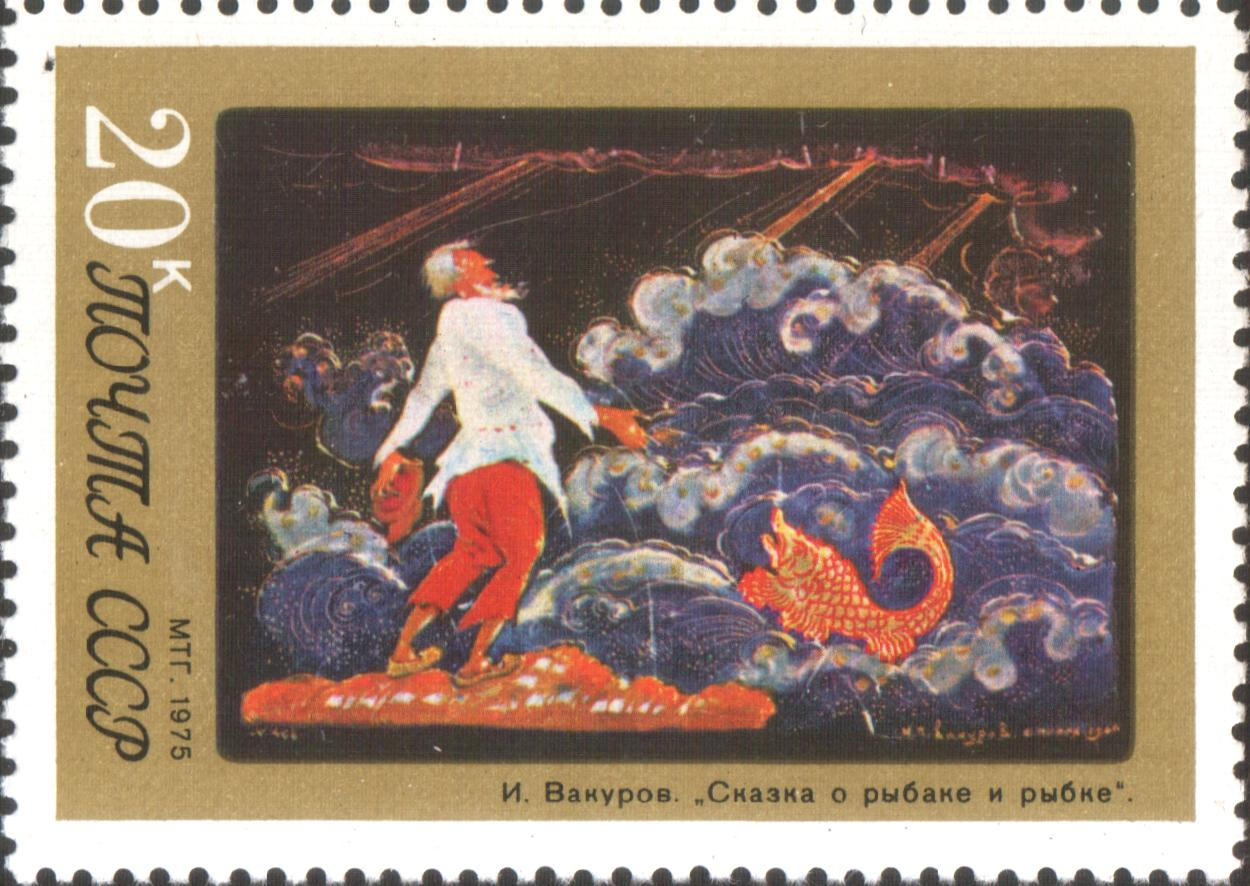
«Сказка о рыбаке и рыбке» И. П. Вакуров
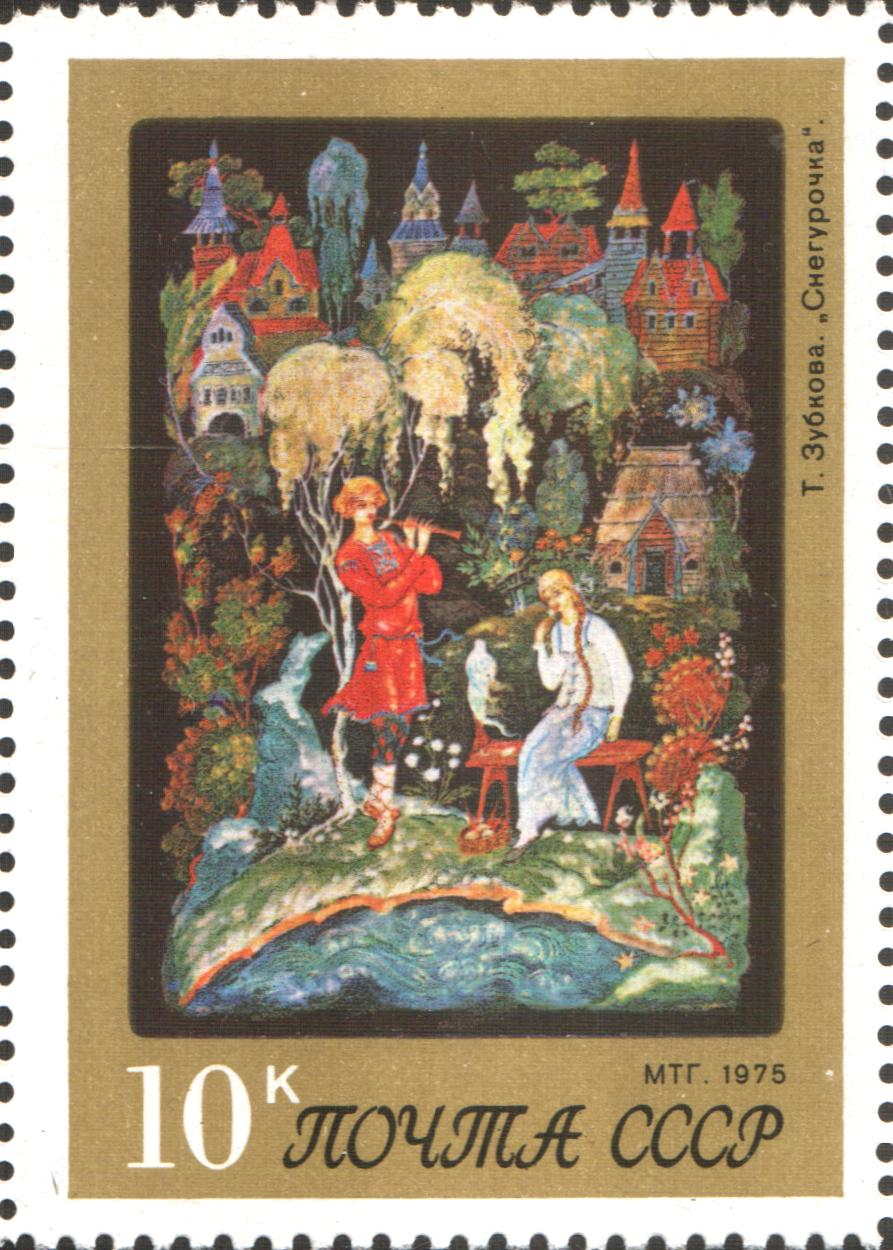
«Снегурочка» Т. И. Зубкова
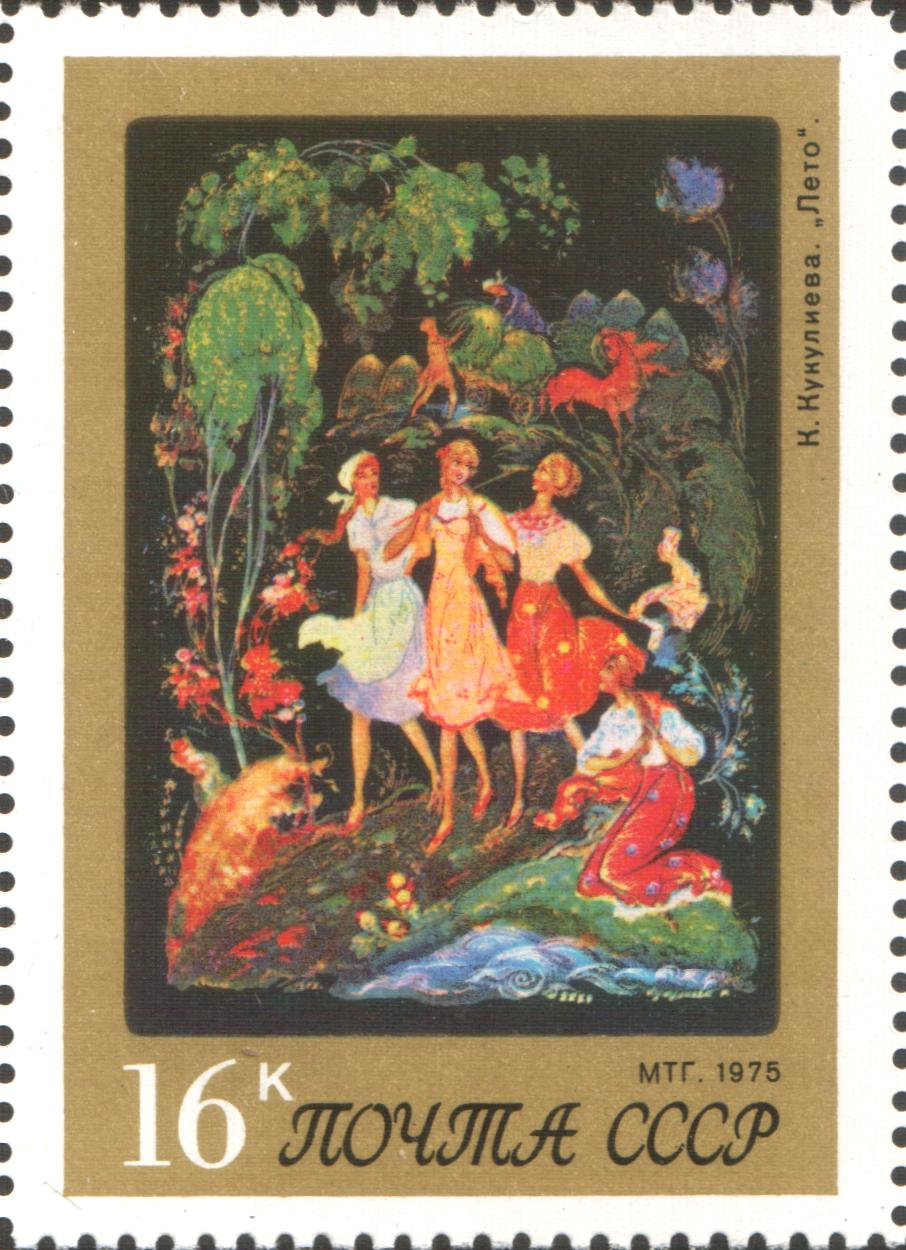
«Лето» К. К. Кукулиева

Палехская миниатюра на советских марках 1976 года
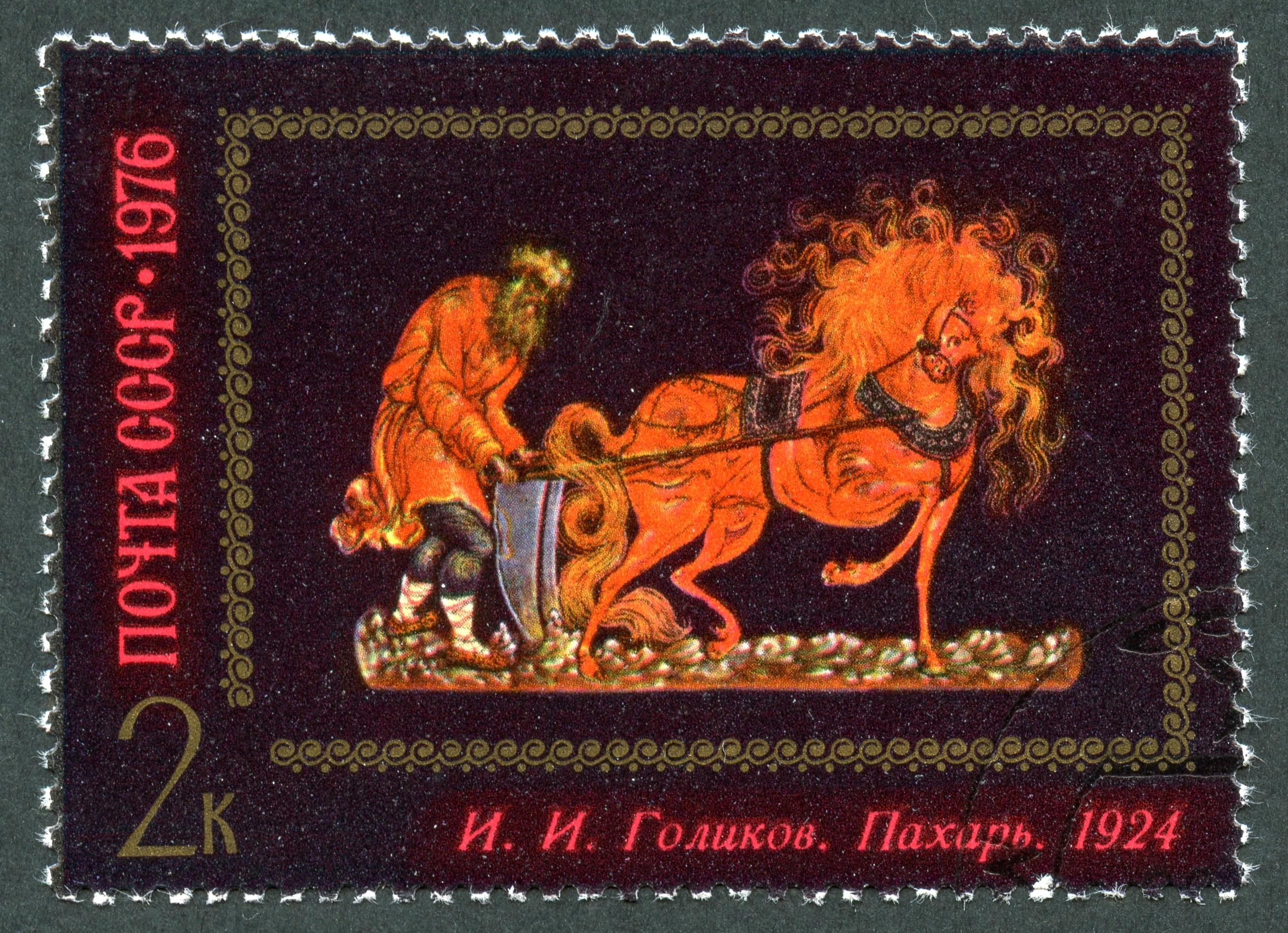
«Пахарь» И. И. Голиков
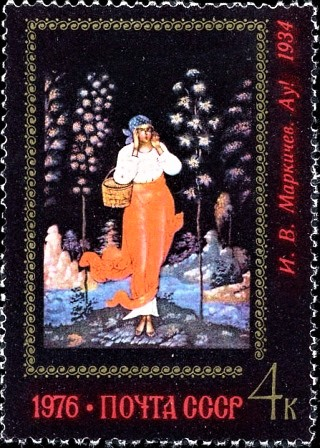
«Ау!» И. В. Маркичев
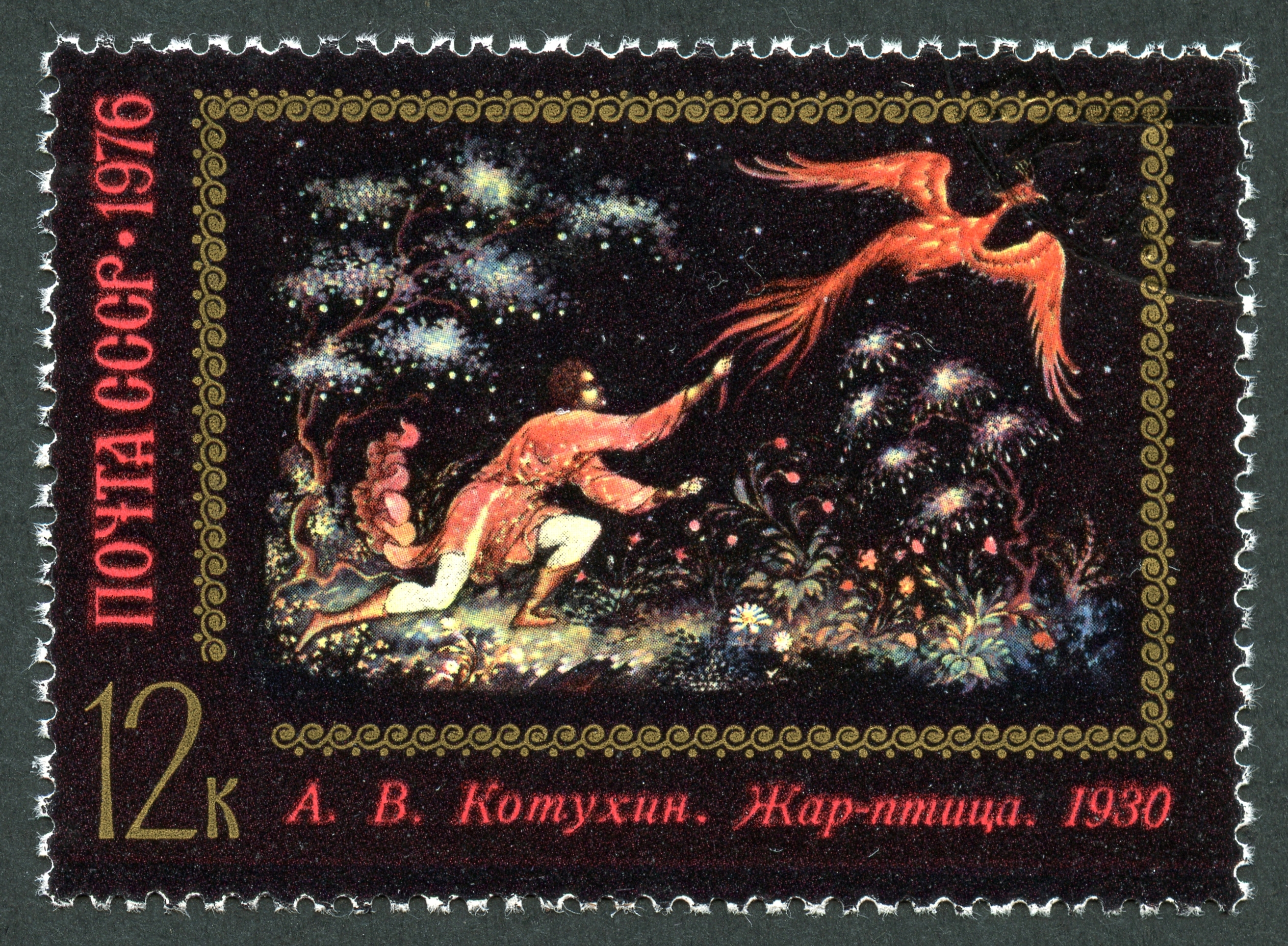
«Жар-птица» А. В. Котухин
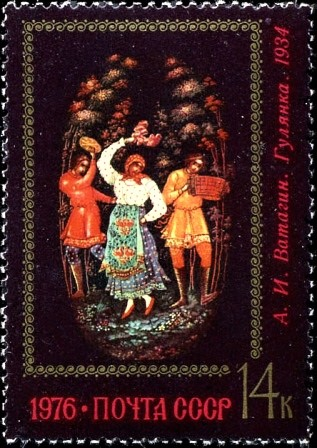
«Гулянка» А. И. Ватагин
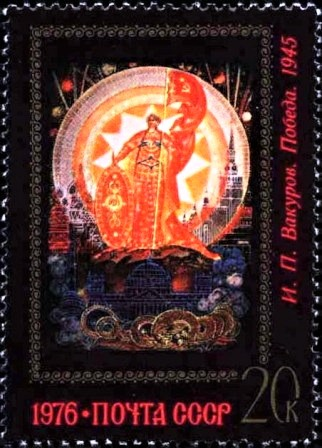
«Победа» И. П. Вакуров

## Обучение палехской миниатюре
В 1928 году в Палехе открылась профтехшкола древней живописи, обучение в которой длилось четыре года. В 1935 году школа была преобразована в художественный техникум. В 1936 году техникум перешёл в систему Всесоюзного комитета по делам искусств и стал называться училищем (Палехское художественное училище имени А. М. Горького), где обучение длилось пять лет. В 2000-х годах срок обучения сокращён до четырёх лет.

## Особенности
Типичные сюжеты палехской миниатюры позаимствованы из повседневной жизни, литературных произведений классиков, сказок, былин и песен. Ряд композиций опирается на традиции классического искусства. Работы обычно выполняются темперными красками на чёрном фоне и расписываются золотом.

## Галерея

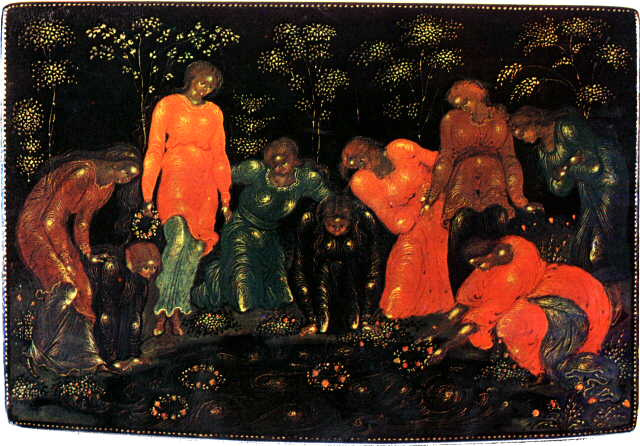
Иван Голиков. «Гадание на венках» (1920-е годы)
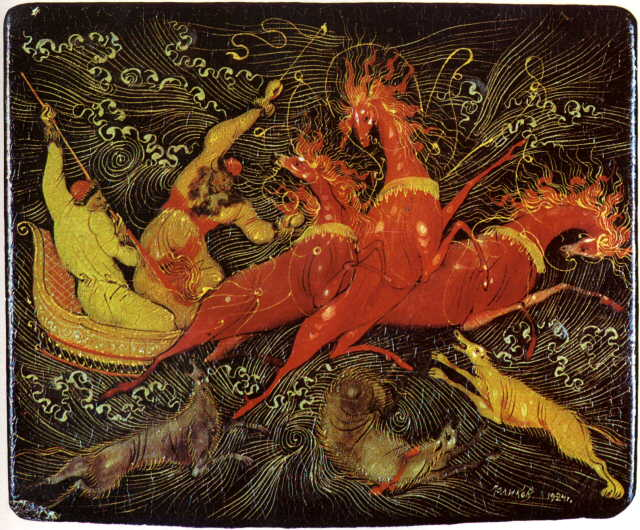
Иван Голиков. «Тройка и волки». Миниатюра на портсигаре, 1924 год
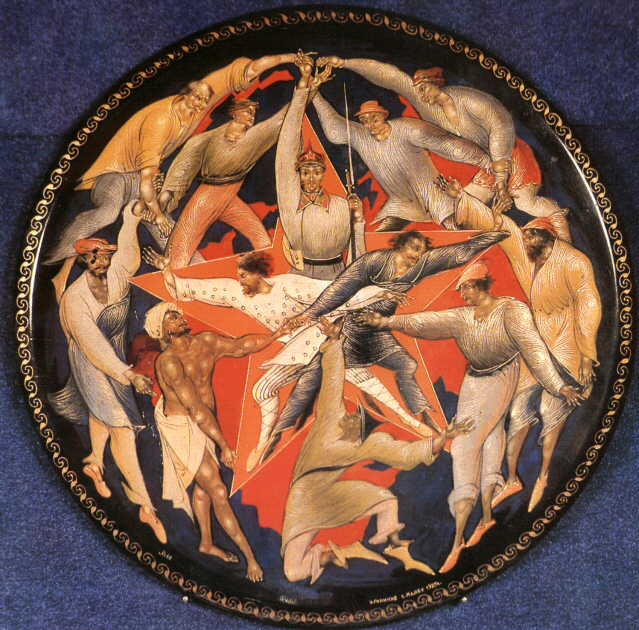
Иван Голиков. «Третий интернационал», 1927 год
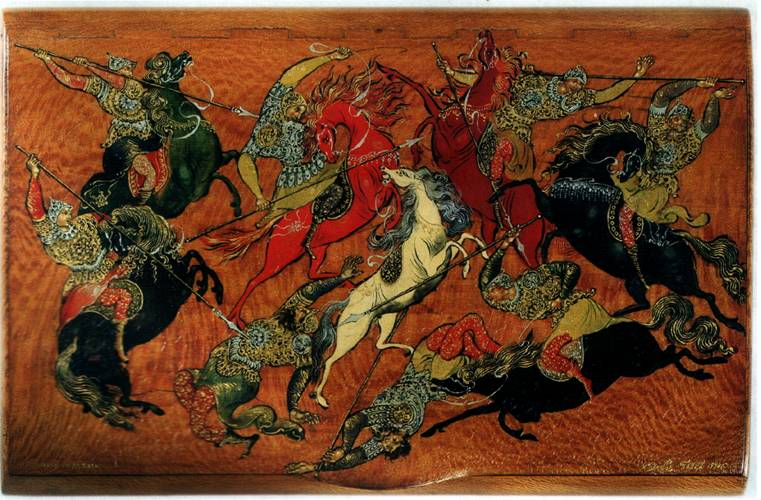
Иван Голиков. «Бойня», 1930 год
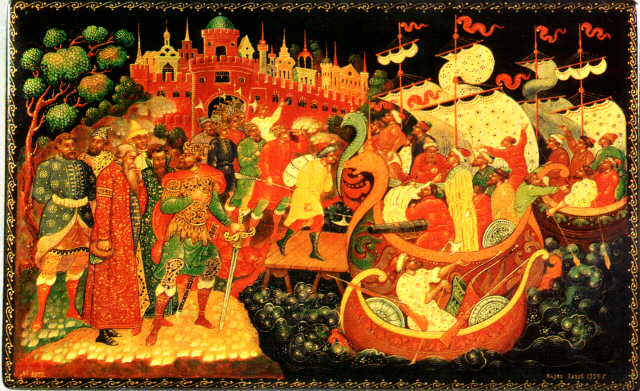
С. И. Хазов. «Поход Ермака». Шкатулка, 1935 год